# Суслово (Маріїнський округ)
Су́слово (рос. Суслово) — село у складі Маріїнського округу Кемеровської області, Росія.

## Населення
Населення — 2829 осіб (2010; 3050 у 2002).
Національний склад (станом на 2002 рік):
- росіяни — 96 %